# Armavia
Armavia (tiếng Armenia: Արմավիա) là một hãng hàng không tồn tại từ năm 1996 đến 2013. Đây là hãng hàng không quốc gia của Armenia, có trụ sở chính tại Sân bay quốc tế Zvartnots, thành phố Zvartnots, Armenia, gần thủ đô Yerevan. Hãng vận chuyển hành khách quốc tế từ Yerevan tới các điểm tại châu Âu và châu Á.
Ngày 29 tháng 3 năm 2013, Armavia công bố quyết định bắt đầu nộp đơn xin phá sản và đình chỉ hoạt động vào ngày 1 tháng 4 năm 2013. Tất cả các chuyến bay đã bị hủy trong buổi tối của ngày 29 tháng 3 năm 2013.